# 魯塞尼亞希臘禮天主教會
魯塞尼亞希臘禮天主教會（英語：Ruthenian Greek Catholic Church）是天主教会的一部分，為拜占庭禮儀式傳統的一個分支，是東儀天主教會的23個成員之一。該教會是完全與教宗共融的，直屬羅馬教廷。

## 歷史

### 在歐洲發展
魯塞尼亞禮教會是由居住在喀爾巴阡山脈的盧森尼亞人構成的。在公元9世紀，聖西里爾將拜占庭禮基督信仰傳入了斯拉夫民族中，使得魯賽尼亞教會的產生。在1054年7月14日東西教會大分裂時，該教會同東正教一樣與天主教分離。
於10世紀，馬札爾人入侵該地區後，也帶來了天主教的傳教士。隨著1646年建立的烏日霍羅德同盟後，有64名在喀爾巴阡山脈南部的魯塞尼亞教會神父正式改宗天主教。及後，在1664年這個同盟也吸引了一些穆卡切沃的信徒社群與天主教共融。由於，改宗天主教的魯塞尼亞教會信徒和神職人員不斷增加。所以，教廷於1771年9月19日成立穆卡切沃教區，以專門牧養他們及保留拜占庭禮和傳統。魯賽尼亞禮的主教們則由教區神職及同樣改宗天主教的巴西流會的修士們中選出。
在第一次世界大戰後，喀爾巴阡山脈部分地區劃入捷克斯洛伐克的國境內。在第二次世界大戰後，捷克斯洛伐克又被蘇聯所吞併，而由於蘇聯是共產黨國家，使魯塞尼亞禮天主教會受到蘇聯的打壓和迫害。然而，因為東歐共產主義的崩潰，使魯塞尼亞禮天主教會可以再次發展。

### 在美國發展
魯塞尼亞禮天主教信徒除了居住在歐洲外，他們另一個主要居住的地方是北美洲。於19世紀及20世紀，他們來到美國生活，而當時他們主要住在開採煤礦的城鎮中。但在美國的拉丁禮天主教教區沒有接受他們，而原因之一是他們在教理和禮儀等方面的差異，例如：魯塞尼亞禮天主教會容許已婚男性成為神職人員，這是對於當時的以拉丁禮為主流的美國天主教來說，是不可接受的。
由於他們的持續要求下，使傳信部於1897年5月1日正式回應他們的要求。聖部引用1890年5月2日，巴黎總教區總主教寄給美國的信件。信件中指出美國的天主教會規定上，只允許獨身和無子女的鰥夫擔任神職。而這些規定，於1929年3月1日被重新參考於魯塞尼亞禮天主教徒的法令中。但是，它最後被延續至1939年。在19世紀90年代，因為不滿這個措施導致部分魯塞尼亞禮天主教徒將自己的管轄交給俄羅斯禮天主教會。於1938年，在37個魯塞尼亞禮天主教堂區改宗君士坦丁堡正教會後，成立了美洲喀尔巴阡-罗斯正教教区。在其中一名前魯塞尼亞禮天主教神父阿萊克西·托特為了在美國的東儀天主教改宗正教會起了積極的影響，由於和拉丁禮的主教起了衝突，使得他在1891年3月25日帶領著他所屬堂區的361位信徒改宗正教會，1994年他被美國正教會列為聖人。

### 梵二後
於第二次梵蒂岡大公會議後，該教會與拉丁禮教會關係得以改善。而該教會也因此會議，而在禮儀中改用地方語言。魯塞尼禮天主教堂區一直都非常強調團結的重要性，不論由東儀各天主教會，到教廷，甚至是整個天主教會而言。在第二次梵蒂岡會議中，主張改變對東儀天主教會的禮儀拉丁化的主張，並加強各東儀天主教對自身東方基督信仰傳統的身份認同。該主張取得了一定的成功，而魯塞尼亞禮天主教會也不例外。
於1999年6月，美國拜占庭禮天主教匹茲堡教省主教會議決定訂立一套作為該自治教省所使用的法令。該教會也在2007年1月頒布修訂後的傳承自聖金口若望和聖巴西略的侍主聖禮。

## 現況
現在，魯塞尼亞禮天主教會在美國賓夕法尼亞州的匹茲堡設立了一個總教區和三個教區組成的教省，及在烏克蘭和捷克分別設立不屬於上述教省的一個教區和宗座代牧區。

## 教區

### 匹茲堡教省
- 魯塞尼亞禮天主教匹茲堡總教區（成立於1924年）
  - 魯塞尼亞禮天主教帕爾馬教區（成立於1969年2月21日）
  - 魯塞尼亞禮天主教帕賽克教區（成立於1963年7月6日）
  - 魯塞尼亞禮天主教鳳凰城聖母帡幪教區（1982年12月3日成立於Van Nuys，2010年教座遷移到鳳凰城）
  - 多倫多聖濟利祿聖梅篤丟斯代牧區 (2022年起改隸)

### 直属教廷
- 魯塞尼亞禮天主教穆卡切沃教區（1771年9月19日成立於烏克蘭）
- 魯塞尼亞禮天主教捷克宗座代牧區（成立於1996年1月18日）

## 外部連結
一般資料
- 美國拜占庭禮天主教會 （页面存档备份，存于） (非官方)
- 什麼是魯塞尼亞禮天主教會？
- 拜占庭禮天主教徒：我們是誰？
- “魯塞尼亞天主教教會”：文章由羅納德·羅伯遜（天主教中東福利協會）
- 我們的身份
- 魯塞尼亞禮禮儀聖歌

歷史
- . . New York: Robert Appleton Company. 1913.
- . . New York: Robert Appleton Company. 1913.
- 魯塞尼亞禮天主教徒在喀爾巴阡山脈的歷史

教區
- 魯塞尼亞禮天主教會教區列表 （页面存档备份，存于）
- （乌克兰語） Мукачівська греко-католицька єпархія （页面存档备份，存于）
- 魯塞尼亞禮天主教匹茲堡總教區 （页面存档备份，存于）
- 魯塞尼亞禮天主教帕爾馬教區
- 魯塞尼亞禮天主教帕賽克教區 （页面存档备份，存于）
- 魯塞尼亞禮天主教鳳凰城聖母帡幪教區
- （捷克文） Apoštolský exarchát řeckokatolické církve v České republice （页面存档备份，存于）

堂區
- 魯塞尼亞拜占庭禮堂區網站名錄
- St. Michael Byzantine Catholic Church, Toledo
- St. Melany Byzantine Catholic Church Tucson, AZ USA （页面存档备份，存于）
- Cathedral of St. Mary (Byzantine-Ruthenian Church) (from "The Tidings")
- Ss. Peter & Paul Byzantine Catholic Church (Portage, PA, USA) （页面存档备份，存于）

文獻
- Orientales Omnes Ecclesias: Encyclical of Pope Pius XII （页面存档备份，存于）
- Orientalium Ecclesiarum: Second Vatican Council （页面存档备份，存于）
- Study Text of the Ruthenian Divine Liturgy of Saint John Chrysostom （页面存档备份，存于）
- Study Text of the Ruthenian Divine Liturgy of Saint Basil the Great （页面存档备份，存于）